# Stawno (powiat gryficki)
Stawno – osada w północno-zachodniej Polsce, położona w województwie zachodniopomorskim, w powiecie gryfickim, w gminie Gryfice.
Dawniej znajdowało się tu Państwowe Gospodarstwo Rolne - obecnie własność prywatna. 
W latach 1946–1998 miejscowość należała administracyjnie do województwa szczecińskiego.
Gmina Gryfice utworzyła jednostkę pomocniczą – "Sołectwo Stawno", które obejmuje miejscowości: Stawno i Sokołów. Organem uchwałodawczym sołectwa jest zebranie wiejskie, na którym mieszkańcy wybierają sołtysa. Działalność sołtysa wspomaga jest rada sołecka, która liczy od 3 do 7 osób – w zależności jak ustali wyborcze zebranie wiejskie.